# Micranthes nelsoniana
Micranthes nelsoniana är en stenbräckeväxtart. Micranthes nelsoniana ingår i släktet rosettbräckor, och familjen stenbräckeväxter.

## Underarter
Arten delas in i följande underarter:
- M. n. aestivalis
- M. n. insularis
- M. n. nelsoniana
- M. n. carlottae
- M. n. cascadensis
- M. n. pacifica
- M. n. porsildiana
- M. n. reniformis
- M. n. tateyamensis